# ۶۵ ارابه‌ران
۶۵ ارابه‌ران یک ستاره است که در صورت فلکی ارابه‌ران قرار دارد.